# Линетты, Кароль
Ка́роль Лине́тти (пол. Karol Linetty; род. 2 февраля 1995, Жнин, Куявско-Поморское воеводство) — польский футболист, полузащитник клуба «Торино» и сборной Польши. Участник чемпионата Европы 2016, чемпионата мира 2018 и чемпионата Европы 2020 годов.

## Клубная карьера
Линетти — воспитанник клуба «Лех». 2 ноября 2012 года в матче против краковской «Вислы» он дебютировал в чемпионате Польше. 1 марта 2014 года в поединке против «Пяста» Кароль забил свой первый гол за «Лех». В 2015 году Линетти помог клубу выиграть чемпионат и завоевать Суперкубок Польши.
Летом 2016 года Карол перешёл в итальянскую «Сампдорию». Сумма трансфера составила 3 млн евро. 21 августа в матче против «Эмполи» Линетти дебютировал в итальянской Серии A. 7 мая в матче против «Лацио» он забил свой первый гол за «Сампдорию».
26 августа 2020 года перешёл из «Сампдории» в другой клуб Серии А — «Торино». Сумма трансфера составила €7,5 млн плюс бонусы, а контракт рассчитан до 30 июня 2024 года. 19 сентября 2020 года дебютировал за «Торино» в выездной встрече против «Фиорентины» (0:1), выйдя в стартовом составе и сыграв 87 минут, после чего был заменён на Винченцо Миллико. 23 октября 2020 года забил свой первый гол за «Торино» в домашнем матче против «Сассуоло» (3:3), открыв счёт на 33 минуте игры.

## Международная карьера
В 2012 году Линетти завоевал бронзовые медали на юношеском чемпионате Европы в Словении. На турнире он сыграл в матчах против команд Бельгии, Словении, Нидерландов и Германии.
18 января 2014 года в товарищеском матче против сборной Норвегии Кароль дебютировал за сборную Польши. В этом же поединке он забил свой первый гол за национальную команду.
Летом 2016 года в составе сборной Кароль принял участие в чемпионате Европы во Франции. На турнире он был запасным и на поле не вышел.
В 2017 году в составе молодёжной сборной Польши Линетти принял участие в домашнем молодёжном чемпионате Европы. На турнире он сыграл в матчах против команд Словакии, Швеции и Англии.
В 2018 году Линетти принял участие в чемпионате мира в России. На турнире он был запасным и на поле не вышел.

### Голы за сборную Польши
| № | Дата            | Место                                       | Соперник             | Счёт | Результат | Турнир                  |
| - | --------------- | ------------------------------------------- | -------------------- | ---- | --------- | ----------------------- |
| 1 | 18 января 2014  | Шейх Заид, Абу-Даби, ОАЭ                    | Норвегия             | 3–0  | 3–0       | Товарищеский матч       |
| 2 | 14 октября 2020 | Вроцлав, Вроцлав, Польша                    | Босния и Герцеговина | 2–0  | 3–0       | ЛН 2020/21              |
| 3 | 14 июня 2021    | Санкт-Петербург, Санкт-Петербург, Россия    | Словакия             | 1–1  | 1–2       | ЧЕ 2020                 |
| 4 | 2 сентября 2021 | Национальный стадион, Варшава, Польша       | Албания              | 4–1  | 4–1       | Квалификация на ЧМ 2022 |
| 5 | 5 сентября 2021 | Олимпийский стадион, Серравалле, Сан-Марино | Сан-Марино           | 4–0  | 7–1       | Квалификация на ЧМ 2022 |

## Достижения

### Командные
«Лех»
- Чемпионат Польши по футболу — 2014/2015
- Обладатель Суперкубка Польши — 2015